# SN 2001dl
SN 2001dl – supernowa typu Ia odkryta 30 lipca 2001 roku w galaktyce UGC 11725. W momencie odkrycia miała maksymalną jasność 17,10m.